# Matko
Matko je moško osebno ime, pa tudi priimek

## Izvor imena
Ime Matko je različica moškega osebnega imena Matej.

## Pogostost imena
Po podatkih Statističnega urada Republike Slovenije je bilo na dan 31. decembra 2007 v Sloveniji število moških oseb z imenom Matko: 47.

## Osebni praznik
Osebe z imenom Matko godujejo takrat kot osebe z imenom Matej.